# Sissy
Sissy és un municipi francès situat al departament de l'Aisne i a la regió dels Alts de França. L'any 2007 tenia 494 habitants.

## Demografia

### Població
El 2007 la població de fet de Sissy era de 494 persones. Hi havia 204 famílies de les quals 48 eren unipersonals (28 homes vivint sols i 20 dones vivint soles), 68 parelles sense fills, 84 parelles amb fills i 4 famílies monoparentals amb fills.
La població ha evolucionat segons el següent gràfic:
Habitants censats

### Habitatges
El 2007 hi havia 236 habitatges, 201 eren l'habitatge principal de la família, 8 eren segones residències i 27 estaven desocupats. 233 eren cases i 3 eren apartaments. Dels 201 habitatges principals, 166 estaven ocupats pels seus propietaris, 30 estaven llogats i ocupats pels llogaters i 5 estaven cedits a títol gratuït; 6 tenien dues cambres, 29 en tenien tres, 38 en tenien quatre i 128 en tenien cinc o més. 139 habitatges disposaven pel capbaix d'una plaça de pàrquing. A 85 habitatges hi havia un automòbil i a 98 n'hi havia dos o més.

### Piràmide de població
La piràmide de població per edats i sexe el 2009 era:
| Homes | Edats   | Dones |
| ----- | ------- | ----- |
| 0     | 95 o +  | 0     |
| 0     | 90 a 94 | 0     |
| 4     | 85 a 89 | 12    |
| 0     | 80 a 84 | 4     |
| 8     | 75 a 79 | 8     |
| 20    | 70 a 74 | 8     |
| 12    | 65 a 69 | 4     |
| 8     | 60 a 64 | 8     |
| 16    | 55 a 59 | 4     |
| 28    | 50 a 54 | 20    |
| 12    | 45 a 49 | 32    |
| 20    | 40 a 44 | 16    |
| 12    | 35 a 39 | 12    |
| 16    | 30 a 34 | 28    |
| 28    | 25 a 29 | 16    |
| 8     | 20 a 24 | 12    |
| 20    | 15 a 19 | 20    |
| 20    | 10 a 14 | 24    |
| 12    | 5 a 9   | 12    |
| 4     | 0 a 4   | 4     |

## Economia
El 2007 la població en edat de treballar era de 332 persones, 225 eren actives i 107 eren inactives. De les 225 persones actives 209 estaven ocupades (122 homes i 87 dones) i 16 estaven aturades (11 homes i 5 dones). De les 107 persones inactives 50 estaven jubilades, 20 estaven estudiant i 37 estaven classificades com a «altres inactius».

### Ingressos
El 2009 a Sissy hi havia 201 unitats fiscals que integraven 489 persones, la mediana anual d'ingressos fiscals per persona era de 17.734 €.

### Activitats econòmiques
Dels 11 establiments que hi havia el 2007, 1 era d'una empresa extractiva, 1 d'una empresa de fabricació d'altres productes industrials, 4 d'empreses de construcció, 1 d'una empresa de comerç i reparació d'automòbils, 1 d'una empresa immobiliària, 2 d'empreses de serveis i 1 d'una entitat de l'administració pública.
Dels 5 establiments de servei als particulars que hi havia el 2009, 2 eren paletes, 1 lampisteria, 1 empresa de construcció i 1 agència immobiliària.
L'any 2000 a Sissy hi havia 11 explotacions agrícoles que ocupaven un total de 952 hectàrees.

## Equipaments sanitaris i escolars
El 2009 hi havia una escola elemental integrada dins d'un grup escolar amb les comunes properes formant una escola dispersa.

## Poblacions més properes
El següent diagrama mostra les poblacions més properes.